# Jean Chrisostome Vahamwiti Mukesyayira
Jean Chrisostome Vahamwiti Mukesyayira est un homme politique de la République démocratique du Congo. Le 28 avril 2012, il est nommé ministre de l'Agriculture et du Développement rural au sein du gouvernement Matata I sur ordonnance présidentielle. Il était député national élu du Territoire de Lubero dans la province de Nord-Kivu.

## Biographie
Jean Chrisostome Vahamwiti est né à Butembo. Il a fait ces études primaires et secondaires, il a fait ses études universitaires de développement à l’Université de Graben à Butembo. Il a été élu député provincial en 2006 et député national élu de Lubero en 2011.